# !قهرمان (آلبوم)
| بررسی انتقادی      | بررسی انتقادی |
| منبع               | رتبه‌بندی      |
| ------------------ | ------------- |
| CCM Magazine       | B             |
| Christianity Today | [ ۲ ]         |

! قهرمان (به انگلیسی: Hero!) آلبومی شامل آهنگ‌های اپرای راک است. این آلبوم در رابطه با سؤال «اگر عیسی در بتلهم، پنسیلوانیا متولد می‌شد، چه اتفاقی رخ می‌داد؟» ساخته شده‌است. اپرای راک داستان زندگی عیسی در دنیای مدرن را روایت می‌کند و گروهی از هنرمندان شناخته شده موسیقی راک مسیحی از جمله مایکل تایت، ربکا سنت جیمز و مارک استوارت به عنوان سه شخصیت اصلی، قهرمان (عیسی)، مگی (مریم مجدلیه) و پتروف (پیتر) حضور دارند.

## واکنش‌ها
کریس ول، نویسندهٔ مجله CCM، آن را مثبت ارزیابی کرد: " قهرمان!، مبتکر و موزون است و بدون شک می‌تواند همه جا دربارهٔ عیسی واقعی بحث ایجاد کند. از سوی دیگر، اندری فاریاس در موسیقی مسیحی امروز، نوشت: «تلاش آلبوم قهرمان! به عنوان یک اثر قابل پخش در عموم نسبتاً خوب است اما تنها آن را می‌توان به عنوان یک سوغات افتخاری بعد از کنسرت دانست نه بیشتر.»